# Miami Dolphins 2003
La stagione 2003 dei Miami Dolphins è stata la numero 38 della franchigia, la trentaquattresima nella National Football League. La squadra migliorò il record di 9-7 della stagione precedente salendo a 10-6 ma per il secondo anno consecutivo non raggiunse i playoff. Fu la settima stagione consecutiva che i Dolphins chiusero con un saldo di vittorie positivo.

## Calendario

### Stagione regolare
| Turno | Data               | Avversario              | Risultato          | Ora TV             | Pubblico           |
| ----- | ------------------ | ----------------------- | ------------------ | ------------------ | ------------------ |
| 1     | 7/9/2003           | Houston Texans          | S 21–20            | CBS 1:00pm         | 73.010             |
| 2     | 14/9/2003          | @ New York Jets         | V 21–10            | CBS 1:00pm         | 77.461             |
| 3     | 21/9/2003          | Buffalo Bills           | V 17–7             | ESPN 8:30pm        | 73.458             |
| 4     | Settimana di pausa | Settimana di pausa      | Settimana di pausa | Settimana di pausa | Settimana di pausa |
| 5     | 5/10/2003          | @ New York Giants       | V 23–10            | CBS 1:00pm         | 78.863             |
| 6     | 12/10/2003         | at Jacksonville Jaguars | V 24–10            | CBS 1:00pm         | 66.437             |
| 7     | 19/10/2003         | New England Patriots    | S 19–13            | CBS 1:00pm         | 73.650             |
| 8     | 27/10/2003         | @ San Diego Chargers    | V 26–10            | ABC 9:00pm         | 73.014             |
| 9     | 2/11/2003          | Indianapolis Colts      | S 23–17            | CBS 1:00pm         | 73.258             |
| 10    | 9/11/2003          | @ Tennessee Titans      | S 31–7             | CBS 1:00pm         | 68.809             |
| 11    | 16/11/2003         | Baltimore Ravens        | V 9–6              | CBS 1:00pm         | 73.333             |
| 12    | 23/11/2003         | Washington Redskins     | V 24–23            | ESPN 8:30pm        | 73.578             |
| 13    | 27/11/2003         | @ Dallas Cowboys        | V 40–21            | CBS 4:00pm         | 64.110             |
| 14    | 7/12/2003          | @ New England Patriots  | S 12–0             | CBS 4:15pm         | 68.436             |
| 15    | 15/12/2003         | Philadelphia Eagles     | S 34–27            | ABC 9:00pm         | 73.780             |
| 16    | 21/12/2003         | @ Buffalo Bills         | V 20–3             | CBS 1:00pm         | 73.319             |
| 17    | 28/12/2003         | New York Jets           | V 23–21            | CBS 1:00pm         | 73.720             |